# سونیا ابراهیم
سونیا ابراهیم مدل، مجری تلویزیونی و بازیگر غنایی است که در حال حاضر در گروه تلویزیونی Viasat 1 مشغول بکار است. اچ خواهر کوچک ژولیت ابراهیم است.